# Ludvig 12. af Frankrig
Ludvig 12. (fransk: Louis XII) (27. juni 1462 – 1. januar 1515) var konge af Frankrig fra 1498 til 1515 og af Napoli fra 1501 til 1504. Han var desuden hertug af Milano 1499–1512. Han blev kaldt "folkets fader", (fr. le Père du Peuple).

## Biografi
Ludvig var søn af hertug Karl af Orleans (som var barnebarn af Karl 5. af Frankrig) og Maria af Kleve.
Han forsøgte i sin regeringstid at styrke Frankrigs magtstilling i det nordlige Italien; Det lykkedes han at erobre store områder, men blev tvunget til at trække sig tilbage i 1513. Trods dette mislykkede projekt beholdt han folkets støtte.
Han giftede sig 1476 med Johanne af Frankrig (1464 -1505), datter af Ludvig 11. af Frankrig. Efter at Ludvig var blevet konge af Frankrig i 1498 tvang han paven til at opløse ægteskabet. I 1499 giftede han sig med Anne af Bretagne (1477 – 1514), som var enke efter Ludvigs forgænger, Karl 8. af Frankrig. Efter hendes død fik Ludvig giftet sin ældste datter Claude med den formode arving Frans af Angoulême, således at Hertugdømmet Bretagne i fremtiden kunne blive en del af Frankrig.
9. oktober 1514 indgik den aldrende og tandløse Ludvig sit tredje ægteskab, denne gang med den unge og smukke Marie Tudor, datter af kong Henrik 7. af England.